# بريان بوفير
بريان بوفير (بالفرنسية: Bryan Bouffier)‏ مواليد 1 ديسمبر 1978، هو سائق راليات فرنسي بدأ مسيرته في سنة 2007. كان أول رالي له هو رالي سردينيا 2007. تسابق في بطولة العالم للراليات. تسابق في رالي التحدي عبر القارات. صعد على المنصة مرة واحدة خلال مسيرته.

## روابط خارجية
- بريان بوفير على موقع eWRC-results.com (الإنجليزية)